# Gerhard Theewen
Gerhard Theewen (* 1955 in Köln) ist ein deutscher Künstler, Autor und Publizist. Theewen lebt und arbeitet in Köln.

## Leben
Während seines Studiums an der Kunstakademie Düsseldorf bei Klaus Rinke in den Jahren 1977 bis 1980 gründete Theewen die Kunstzeitschrift Salon, ein Magazin mit Originalbeiträgen (Serien von Zeichnungen, Fotografien, Aquarellen) zeitgenössischer Künstler.
Schon während des Studiums entwickelte er seine eigene künstlerische Arbeit unter dem Begriff der „Originalreproduktion“ weiter. Dieser erweiterte Kunstbegriff versteht die Reproduktion von Meisterwerken des 20. Jahrhunderts (Malerei, Fotografie und Zeichnung) als eigenen künstlerischen Schöpfungsprozess. Diese Originalreproduktionen waren Gegenstand mehrerer seiner Ausstellungen.
Seit dieser Zeit erweitert er – nicht zuletzt angeregt durch Joseph Beuys’ Idee vom erweiterten Kunstbegriff und der sozialen Plastik – sein Spektrum um Vorträge in Kunstmuseen, Vorlesungen und Lehraufträge an Kunsthochschulen, Verfassen von Essays zu Themen der bildenden Kunst und um die Herausgabe von Publikationen zur zeitgenössischen Kunst. Seine Intention als publizierender Künstler ist es, dass auch Gestaltung und Inhalte der von ihm herausgegebenen Bücher als Porträt des „Künstlers als Verbreiter von Kunst“ wahrgenommen werden.

## Ausstellungen (Auswahl)
- 1977: Artothek Köln
- 1978: Arte Fiera, Bologna
- 1979: Galerie Anneli Brusten, Wuppertal
- 1982: Galerie Pol, München
- 1984: Galerie Anneli Brusten, Wuppertal
- 1996: Atatürk Kültür Merkezi, Istanbul
- 1996: Kunstpalast im Ehrenhof, Düsseldorf

## Performances/Lectures (Auswahl)
- 1978: Arte Fiera, Bologna
- 1978: Performancefestival, Aachen
- 1985: Galerie Annelie Brusten, Wuppertal
- 1994: Kunstakademie Düsseldorf
- 1994: HfBK Berlin
- 1996: Kunstakademie Münster
- 1996: Städelschule Frankfurt
- 1997: Kunstakademie Münster
- 1997: HbK Braunschweig
- 1998: Kunstakademie Münster

## Veröffentlichungen (Auswahl)
- Eine Welt für sich. Köln 1976
- Der Rosenkavalier von Köln. Köln 1977
- Windsor. Köln 1976
- The Complete Collection of Pin-Ups. Köln 1980
- The Complete Collection of Nudists. Köln 1982
- Album. Mit einem Essay von Walther Grasskamp. Düsseldorf 1986
- Urformen der Kunst. Köln 1993
- Joseph Beuys. Die Vitrinen. Ein Verzeichnis. Köln 1993. ISBN 978-3-88375-168-9

Als Herausgeber
- Rosemarie Trockel. Herde. Werkverzeichnis. Köln 1996. ISBN 978-3-932189-00-5
- Obsession-Collection. Köln 1994. ISBN 978-3-9804812-3-6
- Confusion-Selection. Köln 1995. ISBN 978-3-9804812-0-5
- Information-Education. Köln 1999. ISBN 978-3-9804812-5-0
- Exhibition-Praesentation. Köln 1996. ISBN 978-3-9804812-6-7
- Covergirls! Die Strategien der Künstler. Ein Symposion. Köln 2000. ISBN 978-3-932189-83-8
- Da mache ich jetzt eine Kiste drum. Die ersten Vitrinen von Joseph Beuys. Köln 2006. ISBN 978-3-89770-263-9